# Gagea paniculata
Gagea paniculata är en liljeväxtart som beskrevs av Igor Germanovich Levichev. Gagea paniculata ingår i Vårlökssläktet och i familjen liljeväxter. Inga underarter finns listade.